# Hesperochernes montanus
Espèce
Hesperochernes montanus est une espèce de pseudoscorpions de la famille des Chernetidae.

## Distribution
Cette espèce est endémique du Montana aux États-Unis. Elle se rencontre dans le comté de Ravalli.

## Habitat
Elle se rencontre dans le nid d'oiseaux.

## Description
Le mâle holotype mesure 3,0 mm.

## Publication originale
- Chamberlin, 1935 : A new species of false scorpion (Hesperochernes) from a bird's nest in Montana (Arachnida - Chelonethida). Pan-Pacific Entomologist, vol. 11, p. 37-39 (texte intégral).